# Saprinus aberlenci
Saprinus aberlenci är en skalbaggsart som beskrevs av Yves Gomy och Vienna 1994. Saprinus aberlenci ingår i släktet Saprinus och familjen stumpbaggar. Inga underarter finns listade i Catalogue of Life.